# Heinz Blenke
Heinz Blenke (* 30. März 1920 in Sandersleben (Anhalt); † 2. Februar 1996) war ein deutscher Ingenieur und Hochschullehrer.

## Leben
Nach dem Abitur studierte Blenke von 1939 bis 1941 und von 1945 bis 1947 Flugzeug- und Maschinenbau an der Technischen Hochschule (TH) München und erlangte den Abschluss als Diplom-Ingenieur. Von 1947 bis 1951 war er Erster Assistent am Laboratorium für Wärmekraftmaschinen der TH München. 1949 promovierte er an der TH München zum Dr.-Ing. Von 1951 bis 1963 war er in leitenden Stellungen bei BASF in Ludwigshafen am Rhein tätig, bevor er Professor und Direktor des Instituts für chemische Verfahrenstechnik an der Technischen Hochschule Stuttgart wurde. 1969 wurde er als Nachfolger von Fritz Leonhardt Rektor der mittlerweile in Universität Stuttgart umbenannten Hochschule. In dieser Funktion amtierte er bis 1971.
Heinz Blenke war Mitglied des Vereins Deutscher Ingenieure (VDI). Er gehörte von 1968 bis 1973 dem wissenschaftlichen Beirat des VDI und von 1969 bis 1972 dessen Vorstand an. Er war langjähriges Beiratsmitglied und stellvertretender Vorsitzender der VDI-Gesellschaft Verfahrenstechnik und Chemieingenieurwesen (GVC) und Gründungsobmann mehrerer Fachausschüsse der GVC. Er gehörte auch dem American Institute of Chemical Engineers an. Ebenso war er Vorstandsmitglied der Deutschen Gesellschaft für chemisches Apparatewesen.  Daneben war er Fachgutachter Verfahrenstechnik der Deutschen Forschungsgemeinschaft und der Arbeitsgemeinschaft industrieller Forschungsvereinigungen.
Heinz Blenke war verheiratet und Vater von zwei Kindern.

## Schriften (Auswahl)
- Beitrag zur Frage der möglichen Weiterentwicklung von Dampfkraftprozessen. o. O., o. J. [1949].
- (Mitautor): Konstruktionen aus dem Dampfturbinenbau. Berlin 1955.
- Dank an den scheidenden Rektor, Professor Dr.-Ing. Fritz Leonhardt. Vom Werden und Wirken neuer Disziplinen. Antrittsrede Heinz Blenke. Stuttgart 1970.
- (Mitautor): Rechnerunterstütztes Zeichnen im Apparatebau. Karlsruhe 1981.

## Ehrungen
Der VDI würdigte ihn 1956 mit dem VDI-Ehrenring. Weitere Ehrungen durch den Verein waren die VDI-Ehrenplakette 1963 und das VDI-Ehrenzeichen 1985. 1975 erhielt er von der  Forschungs-Gesellschaft Verfahrens-Technik e.V. die Arnold-Eucken-Medaille.